# António Roquete
António Manuel Roquete Garcia de Andrade (ur. 26 maja 1955) – portugalski judoka. Czterokrotny olimpijczyk. Zajął dwunaste miejsce w Monachium 1972, dziewiąte w Montrealu 1976, dziesiąte w Moskwie 1980 i czternaste w Los Angeles 1984. Walczył w wadze półśredniej.
Uczestnik mistrzostw świata w 1979. Siódmy w mistrzostwach Europy w 1983 roku.
Chorąży reprezentacji na ceremonii otwarcia w Los Angeles.

## Letnie Igrzyska Olimpijskie 1972
| Konkurencja | Eliminacje                     | Eliminacje                  | Klas. końcowa |
| Konkurencja | Przeciwnik I                   | Przeciwnik II               | Miejsce       |
| ----------- | ------------------------------ | --------------------------- | ------------- |
| 70 kg       | Damirangijn Baatardżaw (MGL) Z | Engelbert Dörbrandt (FRG) P | 12.           |

## Letnie Igrzyska Olimpijskie 1976
| Konkurencja | Eliminacje            | Repasaże                      | Klas. końcowa |
| Konkurencja | Przeciwnik I          | Przeciwnik I                  | Miejsce       |
| ----------- | --------------------- | ----------------------------- | ------------- |
| 70 kg       | Kōji Kuramoto (JPN) P | Juan Carlos Rodríguez (ESP) P | 9.            |

## Letnie Igrzyska Olimpijskie 1980
| Konkurencja | Eliminacje          | Eliminacje                   | Klas. końcowa |
| Konkurencja | Przeciwnik I        | Przeciwnik II                | Miejsce       |
| ----------- | ------------------- | ---------------------------- | ------------- |
| 78 kg       | Burkan Adda (ALG) Z | Bernard Tchoullouyan (FRA) P | 10.           |

## Letnie Igrzyska Olimpijskie 1984
| Konkurencja | Eliminacje            | Eliminacje               | Eliminacje              | Klas. końcowa |
| Konkurencja | Przeciwnik I          | Przeciwnik II            | Przeciwnik III          | Miejsce       |
| ----------- | --------------------- | ------------------------ | ----------------------- | ------------- |
| 78 kg       | Javier Condor (CRC) Z | Abdoulaye Diallo (GUI) Z | Süheyl Yeşilnur (TUR) P | 14.           |